# Avelino Agudo Pozo
Avelino Agudo Pozo, (Tamurejo, Badajoz, 1917 - L'Hospitalet de Llobregat, El Barcelonès, 2000) va ser un sindicalista, militant del Partit Socialista Unificat de Catalunya i lluitador veïnal antifranquista.

## Biografia
Va néixer l'any 1917 a Tamurejo, Badajoz, en el si d'una família pagesa. Al poc temps de començar la Guerra Civil espanyola, Agudo es va afiliar a les Joventuts Socialistes Unificades i va marxar com a voluntari al front de Somosierra arran de la mort en combat del seu germà. El seu pare, José Agudo López, va ser alcalde de Tamurejo durant els anys 30 i un cop finalitzada la Guerra Civil va ser afusellat a Mérida el 9 d'octubre de 1940. En canvi, Agudo Pozo va ser detingut i empresonat, passant per les presons de Cáceres, Madrid, Sevilla, Còrdova i Saragossa.
L'any 1944 va sortir de la presó per fer el servei militar obligatori durant dos anys. L'any 1946, als 29 anys, es va casar i amb la seva dona va tenir quatre filles i un fill. L'any 1955 va emigrar a Barcelona i, inicialment, va viure a una habitació del barri de Can Vidalet, al terme municipal d'Esplugues de Llobregat. Un any més tard, amb l'arribada de la seva dona i les seves dues filles grans, van passar a viure al barri de Pubilla Cases, a l'Hospitalet de Llobregat, on va desenvolupar una part important de la seva activitat antifranquista.
A finals dels anys 60, Avelino Agudo va entrar en contacte amb un grup de cristians de Pubilla Cases i va participar en la creació de la Comissió de Barri, antecessora de l'Associació de Veïns fundada l'any 1972. Durant aquell anys es va afiliar a Comissions Obreres de Catalunya i va començar a fer accions de distribució de propaganda clandestina. El 21 d'abril de 1968, va ser detingut quan sortia de l'església de Santa Eulàlia de Provençana, on estaven preparant amb una vintena de militants dels PSUC i CCOO la celebració del Primer de Maig, entre els quals Felipe Cruz Martínez i Pura Fernández García. Per aquest fet va ser jutjat l'any 1972 i condemnat pel Tribunal d'Ordre Públic a tres mesos de presó per un delicte de reunió no pacífica.
L'any 1971 va treballar en la construcció de l'Hospital de Bellvitge i va ser un dels impulsors de la vaga que durant tres dies van protagonitzar 550 treballadors de la construcció i 150 de personal auxiliar de l'obra per aconseguir la readmissió de diverses persones acomiadades. L'empresa va accedir a readmetre els obrers despatxats, així com a instal·lar un menjador amb taules, plats coberts i menjar calent per a més de 500 treballadors, aplicar un augment de sou lineal de 20 pessetes l'hora i restringir la jornada laboral a 8 hores diàries, entre d'altres reivindicacions laborals.